# Tranquillo Zerbi
Tranquillo Zerbi (Saronno, 2 gennaio 1891 – Torino, 10 marzo 1939) è stato un ingegnere italiano.

## Biografia
Zerbi inizia il suo percorso formativo frequentando le scuole primarie a Pisa per poi trasferirsi in Svizzera, a Winterthur, quindi nel Baden, allora stato dell'Impero tedesco, alla scuola di ingegneria della città universitaria di Mannheim dove si diplomò ingegnere meccanico nel 1912.
Già nel 1909 aveva svolto attività di pratica presso vari settori della Sulzer e, dopo il diploma di ingegnere, viene assunto dalla stessa azienda per occuparsi di pompe, macchine a vapore e, soprattutto,  motori Diesel, consentendogli di sviluppare una notevole esperienza in merito.
Rientrato in Italia nel 1914, allo scoppio della prima guerra mondiale, Zerbi si trasferisce a Legnano presso la Franco Tosi, dove lavora sotto la direzione di Ettore Maserati, mettendo a frutto l'esperienza sui motori Diesel applicati ai sottomarini.
Nell'agosto 1919 viene assunto dalla FIAT in qualità di "ingegnere costruttore". Inizialmente si occupò dell’introduzione sistematica delle tolleranze di lavorazione e dei criteri di razionale unificazione
delle parti di comune impiego. All'uopo, diede vita ad un apposito ufficio tecnico per la preparazione e aggiornamento delle tabelle di unificazione. In seguito affiancò Giulio Cesare Cappa e Vittorio Jano nella progettazione e sviluppo di motori automobilistici da competizione. 
Dopo il ritiro della FIAT dalle competizioni automobilistiche, nel 1925 Zerbi fu nominato Capo dell'Ufficio Studi Speciali, con l'incarico di progettare nuovi motori aeronautici e di risolvere il problema del recupero di potenza in quota. 
Nel 1929 assume la direzione degli uffici tecnici, contribuendo ad ispirare ed a dirigere la realizzazione di progetti in qualunque campo della meccanica applicata all'interno dell'azienda torinese fino al marzo 1939. Nello stesso anno gli viene conferita anche l'onorificenza di Grande Ufficiale dell'Ordine della Corona d'Italia per le speciali benemerenze aeronautiche.
In quegli anni, grazie alla popolarità conseguita ed alla sua competenza specifica, fece parte del comitato tecnico dell'Ente Nazionale Italiano di Unificazione (UNI) ed assunse anche la carica di presidente della commissione tecnica automobilistica di unificazione.
Morì improvvisamente per una crisi cardiaca, causata da un  forte stato influenzale, nella sua casa torinese, lasciando la moglie e tre figli piccoli. Convinto fascista, il corteo funebre fu preceduto da un plotone d'onore di Camicie nere. È sepolto nel cimitero di Pecetto.

## I progetti
Le sue prime affermazioni risalgono alle vetture da competizione equipaggiate con motore sovralimentato per proseguire, con la collaborazione diretta o come consulenza, di ogni motore aeronautico, automobilistico e ferroviario realizzato dalla Fiat nei quindici anni della sua presenza in azienda.
Tra i progetti di motori automobilistici da competizione cui Zerbi partecipò occorre ricordare quelli montati sui modelli "403/405" e "803/805", che si aggiudicarono 2º Gran Premio d'Italia del 1922 e il 1º Gran Premio d'Europa del 1923, oltre alla monoposto Fiat 806 del 1927, che rappresenta l'ultima vettura da gran premio FIAT e la prima monoposto da gran premio della storia. 
Nel campo dei motori aeronautici, sotto la direzione di Zerbi nacquero i motori "AS.2" e "AS.6", che conquistarono la Coppa Schneider e il Record mondiale di velocità, oltre ai propulsori "A.22"e "A.24", impiegati in vari raid aerei, tra cui il primato di distanza senza scalo da Roma a Touros. Poco prima di morire, si occupò del Fiat AS.8, insieme all'ing. Carlo Felice Bona; alla sua morte venne sostituito dall'ing. Antonio Fessia.
La sua attività al Reparto Progetti Speciali non gli impedì comunque di progettare anche propulsori destinati alla normale produzione in serie come l'A.50 ed altri ancora. Vasta anche la produzione automobilistica di serie supervisionata o direttamente progettata da Zerbi che contempla i modelli "520", "521", "522", "525", "514" e "508 Balilla". L'ultima vettura da lui progettata fu la Fiat 1500". 
Anche nella motoristica ferroviaria il suo ingegno diede eccellenti risultati con la locomotiva Diesel elettrica ed i motori delle "littorine".